# Hussein Onn
Tun Hussein bin Dato 'Seri Onn (en Jawi: حسين بن عون‎; n. Johor Bahru, 12 de febrero de 1922 - f. Daly City, California; 29 de mayo de 1990), conocido simplemente como Hussein Onn o Tun Hussein, fue un militar, abogado y político malasio que ejerció el cargo de primer ministro de Malasia entre 1976 y 1981.
Proveniente de una familia nacionalista y con raíces políticas, siendo hijo del fundador de la UMNO, Onn Jaafar, Onn inició una carrera política meteórica en 1968, como Ministro de Educación en el gobierno de Abdul Razak Hussein, llegando a vice primer ministro en 1973. Con la muerte de Razak el 14 de enero de 1976, Onn fue designado su sucesor al día siguiente, convirtiéndose en el tercer primer ministro de Malasia.
Hussein fue famoso por enfatizar el tema de la unidad a través de políticas destinadas a rectificar los desequilibrios económicos entre las diversas comunidades que se encuentran en Malasia. Por ejemplo, el 20 de abril de 1981 lanzó el Esquema de Fideicomiso de la Unidad Nacional. También consideró seriamente el concepto de Rukun Tetangga (un programa de vigilancia vecinal) y la lucha contra la amenaza de las drogas. Por estos motivos, en la actualidad se le conoce por el sobrenombre de Bapa Perpaduan (Padre de la Unidad). Durante su mandato, ocurrido en forma apurada tras la muerte de Abdul Razak, Hussein debió enfrentar sucesivas crisis dentro de la coalición oficialista, el Barisan Nasional, destacando la victoria estatal en Sabah del partido BERJAYA y la muerte prematura de su líder, Fuad Stephens, en circunstancias controvertidas en junio de 1976; y la emergencia de Kelantan en noviembre de 1977, que llevó al Partido Islámico Panmalayo a abandonar la alianza.
Reelegido en 1978, Onn se sometió a una derivación coronaria a principios de 1981. El 17 de julio del mismo año, se retiró de la política activa y renunció a su puesto de primer ministro debido a problemas de salud. Fue sucedido por Mahathir Mohamad. Falleció a la edad de 68 años en South San Francisco, Estados Unidos, el 29 de mayo de 1990.

## Primeros años
Hussein Onn nació el 12 de febrero de 1922 en Johor Baru, hijo de Onn Jaafar y de Suhaila Noah.Hussein recibió su educación temprana en Telok Kurau Primary School, Singapur y en el English College de Johor Bahru. Después de dejar la escuela, se unió a las Fuerzas Militares de Johor como cadete en 1940 y fue enviado un año después a la Academia Militar de la India en Dehradun, India. Al finalizar su entrenamiento, fue enviado por el ejército indio a servir en Oriente Medio cuando estalló la Segunda Guerra Mundial. Después de la guerra, su vasta experiencia llevó a los británicos a emplearlo como instructor en el Centro de Reclutamiento Malayo en Rawalpindi.
Regresó a la entonces Unión Malaya en 1945 y fue nombrado Comandante del Departamento de Policía de Johor. Al año siguiente se unió al Servicio Civil de Malaya como asistente administrativo en Segamat, Johor. Posteriormente fue destinado al estado de Selangor, convirtiéndose en el oficial de distrito de Klang y Kuala Selangor.

## Carrera política
Hijo del fundador de la Organización Nacional de los Malayos Unidos (UMNO), Onn Jaafar, Hussein Onn provenía de una familia con grandes raíces políticas. En 1949 se convirtió en el primer líder de la Juventud de la UMNO. Sin embargo, luego de que el conflicto de poder entre su padre y Tunku Abdul Rahman desembocara en el abandono del primero del partido en 1950, Hussein Onn también lo hizo. Formó parte del Partido de la Independencia Malaya y del Partido Nacional, que conllevó severos fracasos electorales para Onn Jaafar, en 1955 y 1959. Tun Hussein partió a Londres para estudiar derecho, siendo admitido como miembro de la Honorable Sociedad de Lincoln's Inn. Volvió como abogado certificado y ejerció en Kuala Lumpur.
Tras la muerte de su padre, Hussein fue persuadido por el entonces vice primer ministro, Abdul Razak Hussein, de retornar a la UMNO. Para las elecciones federales de 1969, fue nominado como candidato de la Alianza gobernante para ser diputado del Dewan Rakyat por la circunscripción de Johor Bahru Este. Aunque la Alianza sufrió una fuerte debacle en dichos comicios, perdiendo la mayoría calificada de dos tercios por primera vez, Hussein se consolidó como una importante figura dentro de la UMNO al ganar fácilmente el escaño. En junio de ese mismo año, durante los acontecimientos posteriores al Incidente del 13 de mayo, donde los resultados de las elecciones provocaron disturbios, Hussein fue nombrado miembro del Consejo Supremo de la UMNO.
Después de la caída de Tunku Abdul Rahman el 22 de septiembre de 1970, Abdul Razak Hussein asumió como primer ministro de Malasia y comenzó las gestiones para fundar el Barisan Nasional (Frente Nacional) que dominaría la vida política de Malasia hasta 2018. Hussein continuó escalando posiciones hasta que, tras la muerte del vice primer ministro Ismail Abdul Rahman, Hussein fue el 13 de agosto de 1973 nombrado para sustituirlo, y de este modo se perfiló como el futuro sucesor designado de Razak.

## Gobierno

### Ascenso al poder
Enfermo de leucemia, Razak falleció el 14 de enero de 1976, convirtiéndose en el único primer ministro malasio hasta la actualidad en morir en el cargo. Hussein asumió el mando inmediata y pacíficamente. Formó su gabinete en los siguientes días, siendo este ligeramente más pequeño que el de Razak. Dado que Hussein ya había manifestado problemas de salud y no se creía que llegase a gobernar, las opciones para vice primer ministro fueron las mismas que tenía Razak antes de su sorpresiva muerte: el exgobernador de Melaka, Ghafar Baba; Tengku Razaleigh Hamzah, un adinerado hombre de negocios y miembro de la familia real de Kelantan; y Mahathir Mohamad, un opositor interno de Tunku Abdul Rahman recientemente reinstalado en el partido. Hussein consideró también al ambicioso ministro Ghazali Shafie. Mahahtir fue designado después de seis semanas de indecisión, en un giro considerado sorpresivo. Los tres rivales del joven político tenían defectos importantes. Ghazali, después de haber sido derrotado por los demás por una vicepresidencia, no contaba con el apoyo de los miembros de la UMNO; Ghafar no tenía educación superior y no dominaba el inglés; y Razaleigh era considerado joven e inexperto. Pero la decisión de Hussein no fue fácil. Hussein y Mahathir no eran aliados cercanos, y Hussein sabía que la elección de Mahathir desagradaría a Abdul Rahman, todavía vivo y venerado como el padre de la independencia de Malasia.

### Elecciones federales de 1978
A fin de consolidar su dominio político y ganar un mandato completo, Hussein solicitó adelantar considerablemente la fecha de las siguientes elecciones federales para el 8 de julio de 1978. La elección ostenta hasta la actualidad el récord de haber sido la más adelantada a la finalización original del mandato en la historia electoral malasia, faltando todavía 1 año, 4 meses y 22 días para la disolución automática del Parlamento al momento de realizarse esta. La muerte de Razak precedió a una fuerte inestabilidad política en el estado de Kelantan, gobernado por el Partido Islámico de Malasia (PAS), opositor a la UMNO hasta la creación del Barisan Nasional, coalición a la que adhirió brevemente. El 8 de noviembre de 1977, Hussein declaró el estado de emergencia en Kelantan, deponiendo al gobierno del PAS elegido en 1974. En protesta por esta acción, el PAS abandonó el Barisan Nasional, significando el retorno de la principal fuerza política islamista a la oposición nacional.
Además del nuevo contrincante para las elecciones, la partida del PAS desató una reorganización de emergencia del gabinete y produjo un importante revuelo. Sin embargo, todavía quedaban diez formaciones políticas del lado del Barisan Nasional y la idea de una derrota electoral era vista como imposible. Los mítines políticos fueron prohibidos en Malasia tras el incidente del 13 de mayo, por lo que la campaña electoral se limitó a un recorrido casa por casa y discursos en reuniones internas de cada partido. En ese contexto, el frente oficialista, ahora liderado por Hussein, obtuvo una victoria aplastante con el 57.23 % del voto popular y 131 de los 154 escaños, conservando la mayoría calificada de dos tercios. Asimismo, el oficialismo logró mantener la gobernación de Kelantan sin que el PAS representara una amenaza, gracias a las deserciones del partido que permanecieron con la UMNO. Conservó el gobierno de todos los demás estados. A pesar de recibir más votos que en 1974, el BN perdió cuatro escaños con respecto a las anteriores elecciones.

### Relaciones exteriores
En la política exterior, Hussein Onn mantuvo relaciones cercanas con los países vecinos. Fue presidente de la Asociación de Naciones del Sudeste Asiático (ASEAN) desde 1977 hasta mucho tiempo después de dejar la jefatura del gobierno, en 1987. Desde allí reforzó la posición de su país en el Sudeste Asiático y promovió la entrada de Brunéi a la ASEAN, aunque el país vecino aún no obtenía su independencia (lo lograría en 1984). Hussein se opuso enfáticamente al ingreso de inmigrantes refugiados de Vietnam a Malasia.

### Problemas de salud y retiro
La salud cardíaca de Hussein había sido delicada desde incluso antes de la muerte de Razak, por lo que se creía improbable incluso que hubiera llegado al poder. A principios de 1981, se sometió a una cirugía de derivación coronaria. En junio de ese mismo año, anunció que dimitiría para dar paso a un gobernante saludable. A pesar de que su relación con el vice primer ministro, Mahathir Mohamad, no era demasiado cercana, y tampoco había permitido que influyera demasiado en el gobierno durante todo el mandato, Hussein lo reconoció como su sucesor. El 30 de junio le entregó la presidencia de la UMNO, y el 17 de julio, finalmente renunció como primer ministro, entregándole el cargo a Mahathir. Hussein anunció que se retiraría de la política.

## Después de su mandato
Después de su retiro como primer ministro, continuó contribuyendo a las organizaciones de asistencia social. Jugó un papel decisivo en la creación del Hospital de Ojos Tun Hussein Onn. También fue asesor de Petronas, la compañía petrolera del país, y presidente del Instituto de Estudios Estratégicos e Internacionales (ISIS).
Durante la crisis de liderazgo de la UMNO de 1987 y la posterior crisis judicial de 1988, Hussein se enemistó con el primer ministro Mahathir, apoyando al equipo B de Tengku Razaleigh Hamzah junto con Tunku Abdul Rahman y al partido escindido consecuente, Semangat 46. Hussein junto con el Tunku, en adelante, se convirtió en un crítico estridente de la administración Mahathir y murió sin haberse reincorporado a la UMNO.
Hussein Onn murió el 29 de mayo de 1990 en el Centro Médico Seton en San Francisco, California, a la edad de 68 años. Poco antes de morir, Hussein anunció haber resuelto la mayoría de sus diferencias con Mahathir, aunque no volvió a incorporarse al partido.